# Cortile d'atelier
Cortile d'atelier (Cour d'atelier) è un dipinto della pittrice francese Jeanne Hébuterne.

## Storia
La realizzazione dell'opera risalirebbe al periodo in cui Jeanne Hébuterne visse col compagno Modì a Nizza, in un appartamento che divenne per la pittrice il suo spazio creativo, dedicandosi a realizzare, oltre che autoritratti, vedute dalla finestra dello studio.

## Descrizione
Il dipinto, costruito con sicurezza, presenta un cortile visto dall'alto; la gamma cromatica è piuttosto sobria, basandosi sui toni di colori caldi quali il rosso, il rosa e il marrone.